# Dumpen
Dumpen, eller dumpen.se, är en svensk webbplats och förening grundad 2021, med ändamål att förhindra sexuella övergrepp mot barn. Webbplatsens initiativtagare är före detta höjdhopparen Patrik Sjöberg och ansvarig utgivare är Sara Nilsson.
Ambitionen med webbplatsen är att avslöja personer som de påstår begått eller försökt begå sexualbrott mot barn.

## Metod
Metoden som används är att de själva utger sig för att vara barn i chattar på olika sociala medier-plattformar och bestämmer där möte med personer som har för avsikt att träffa barnet. Mötena filmas och läggs upp på sidan. Sidan sprider främst sina filmer men innehåller också berättelser av överlevare från övergrepp och nyheter som till exempel sexualdomar med minderåriga.

## Kritik
Dumpen har fått stark kritik för sina metoder och utpekas som orsak till ett antal självmord.
Uthängningarna drabbar också anhöriga till de misstänkta och många gånger blir även oskyldiga drabbade av misshandel genom att se ut som de misstänkta eller bara befinna sig i samma ort som en misstänkt. Dumpen misstänks också för utpressning då misstänka vittnat om att de betalat sig fria från uthängning. Deras samarbetspartner Impulskollen, som ska ge vård till uthängda, har inte heller legitimerad vårdpersonal.
I slutet av november 2024 fann Justitiekanslern att videoklipp på sajten Dumpen inte skyddades av yttrandefrihetsgrundlagen, eftersom de lagrats externt och bäddats in på Dumpen, och alltså inte omfattades av databasregeln. Gällande ansvaret för det externa uppladdandet sa Dumpens utgivare följande till Expressen: "Nu ska vi inte gå händelserna i förväg. Men det beror ju på vem som har laddat upp det, och det förtäljer inte historien. Så det är ingenting man kan anklaga mig för". På frågan om meningen varit att det ska vara oklart vem som laddat upp klippen svarade utgivaren "Det tänker jag inte svara på".
Ängla Pändel menade att "[a]lla som sprider i kedjan kan hållas ansvariga. Den 3 december 2024 hade de externa kontona med videoklipp tagits bort och läsare på Dumpen möttes av texten "Video not found".